# Veltrup
Veltrup ist eine Bauerschaft im Ortsteil Burgsteinfurt der Stadt Steinfurt in Nordrhein-Westfalen. Bis 1939 war Veltrup eine eigenständige Gemeinde.

## Geographie
Veltrup ist eine landwirtschaftlich geprägte Streusiedlung ohne einen verdichteten Dorfkern und liegt südwestlich der Burgsteinfurter Kernstadt. Die ehemalige Gemeinde Veltrup besaß eine Fläche von 6,0 km².

## Geschichte
Veltrup ist eine alte westfälische Bauerschaft. Die Bauerschaft wurde erstmals im Jahre 890 als „Veliun“ in den Grundbüchern des Klosters Werden urkundlich erwähnt. Seit dem 19. Jahrhundert bildete Veltrup eine Landgemeinde im Amt Steinfurt des Kreises Steinfurt. Am 1. April 1939 wurde Sellen zusammen mit den Gemeinden Hollich und Sellen die damalige Stadt Burgsteinfurt eingemeindet.

## Einwohnerentwicklung
| Jahr | Einwohner | Quelle |
| ---- | --------- | ------ |
| 1858 | 682       | [ 4 ]  |
| 1871 | 631       | [ 5 ]  |
| 1885 | 657       | [ 6 ]  |
| 1910 | 807       | [ 7 ]  |
| 1925 | 863       | [ 8 ]  |
| 1933 | 770       | [ 8 ]  |

## Baudenkmäler
Das Leibzucht-Gebäude Sellen 72 c, das Bauernhaus Sellen 74 und das Speichergebäude Sellen 101 c stehen unter Denkmalschutz.

## Kultur
Ein Träger des lokalen Brauchtums ist der Schützenverein Sellen-Veltrup 1519.